# Golladevarahalli, Koratagere
Golladevarahalli là một làng thuộc tehsil Koratagere, huyện Tumkur, bang Karnataka, Ấn Độ.